# Nemo (groupe)
Pour les articles homonymes, voir Némo.
Nemo est un groupe de rock progressif français, originaire de Haute-Loire. Parallèlement à son groupe, Jean-Pierre Louveton édite des albums solo sous le nom de JPL.

## Biographie
Le groupe est formé en 2000 en Haute-Loire, et est initialement composé de Pascal Bertrand (batterie et percussions), Jean-Pierre Louveton (guitare et chants), Guillaume Fontaine (claviers) et Hervé Esquis (basse). Hervé Esquis n'ayant pas assez de temps pour se consacrer au groupe, Nemo se voit obligé de changer de bassiste et grâce à une petite annonce engage Benoît Gaignon, en 2001. En 2002, parallèlement aux premiers concerts qui sont donnés dans la salle de Chadrac, à Saint-André-de-Chalencon, ou encore au Puy-en-Velay, le premier album est enregistré puis mixé en février. Les Nouveaux Mondes sort le 17 juillet suivant, et deux mois plus tard Pascal Bertrand quitte le groupe pour laisser la place au batteur Jean-Baptiste Itier.
Comme son prédécesseur, le deuxième album, Présages, enregistré en mars et avril 2003, est très bien accueilli par la presse spécialisée,, mais d'autres facteurs vont aider à faire décoller les ventes : plusieurs diffusions radios en Espagne, Argentine, Québec, et Floride, participation aux festivals Crescendo (avec des groupes très réputés comme Änglagård et The Pineapple Thief) et Prog'Sud. Le troisième album, Prélude à la ruine, sorti à la fin de 2004, est le premier à être accompagné d'un single de promotion Ève et le Génie du mal qui comprend entre autres une reprise de Strawberry Fields Forever des Beatles, et un morceau de Présages chanté en anglais : The Cyclop's Eye (l'Œil du cyclope, en version originale) a pour but de faire connaitre Nemo hors des frontières françaises.
Après la sortie d'un album live Immersion publique en 2005, l'année 2006 débute avec un projet d'album-concept étendu sur deux disques.  SI partie I sort en mars 2006. Cependant, malgré Prélude à la ruine, Nemo passe encore un cap musicalement et que la voix de JPL devient un élément identitaire indéniable. Il suivra une date au festival de Montreux 2006. Au début de 2007, précédé par le maxi Les Enfants rois, l'album SI Partie II : l’Homme idéal est annoncé par le groupe comme leur meilleur album à ce jour - promesses tenues - comme ses prédécesseurs, et est bien accueilli par la critique. Au fur et à mesure que les albums s'ensuivent, les espérances du groupe se concrétisent puisque les précommandes et les ventes sont meilleures à chaque sortie (même s'ils doivent toujours s'auto-produire), mais surtout, le groupe commence à être découvert hors de la France et à être invité à des festivals à l'étranger. Nemo joue le 16 novembre 2007 en première partie des Flower Kings à Rüsselsheim (Allemagne). Le sixième album sort en décembre 2008. Il porte le titre de Barbares. 
En 2013, ils sortent l'album Le Ver dans le fruit. Afin de mieux se faire connaître et aussi dans le but de faire connaître d'autres groupes, J.-P. Louveton crée en 2015 le premier festival de rock progressif français, Quadrifonic. Un dernier album intitulé, Coma, est aussi publié en 2015, et est annoncé comme le dernier album officiel du groupe selon leur site web.

## Membres

### Membres actuels
- JP Louveton - guitare, chant
- JB Itier - batterie
- Guillaume Fontaine - claviers
- Lionel B. Guichard - basse

## Discographie
- 2002 : Les Nouveaux Mondes
- 2003 : Présages
- 2004 : Eve et le Génie du mal (EP)
- 2004 : Prélude à la ruine
- 2005 : Immersion publique
- 2006 : Si Partie I
- 2006 : Les Enfants rois (EP)
- 2007 : Si Partie II
- 2008 : Barbares
- 2011 : R€volu$ion
- 2013 : Le Ver dans le fruit
- 2015 : Coma